# Augusto Genina
Augusto Genina (Roma, 28 de gener 1892 – Roma, 18 de setembre 1957) va ser un cineasta italià actiu durant més de quaranta anys, tant en el cinema mut com en el sonor.

## Biografia
Va néixer en el si d'una família de l'alta burgesia romana, fill de Luigi i Anna Tombini. Després dels estudis secundaris, va assistir la Facultat de Enginyeria de la Universitat de Roma, però mai va completar els seus estudis ja que bé aviat es va interessar pel teatre.
Des de 1911 va ser autor de comèdies i crític dramàtic per a la revista Il Mondo. Seguint el consell d'Aldo De Benedetti, Genina va passar al cinema com a guionista per a la societat Film d'Arte Italiana, per a la qual va realitzar l'adaptació cinematogràfica de la pel·lícula Beatrice d'Este, interpretada en 1912 per Francesca Bertini.
A continuació passà a la Celio Film, i després a Cines. En aquesta última casa va començar com a ajudant del director Giulio Antamoro. En 1913 va filmar la seva primera pel·lícula com a director, La moglie di sua eccellenza, rodada a Barcelona i produïda per Film de Arte Español, branca espanyola de Cines. Director prolífic, va fer nombroses pel·lícules de diferents gèneres, moltes de les quals tenen un origen clar en el teatre.
Durant la Primera Guerra Mundial Genina va ser declarat exempt de les armes a causa d'una lesió permanent en el tendó causada durant l'adolescència, la qual cosa li va permetre prosseguir regularment la seva activitat cinematogràfica. En 1914 va treballar per a Milano Films i en el 1915 per a Medusa i Monopol, en 1917 per a Ambrosio Film i Tiber Film, el 1918 per a Itala Film i en el 1920 per a Photodrama de Torí. D'aquesta època convé recordar El Scaldino de 1919, pel·lícula basada en la novel·la homònima de Pirandello, la influència de la qual sobre l'obra de Genina es veurà també en la posterior Miss Europa. En 1921 va fundar Films Genina, en 1923 va escriure el guió de Jolly, clown da circo, amb la qual va debutar com a director el seu cosí Mario Camerini.
Després de la fallida de la Unione Cinematografica Italiana es va traslladar a França, on en 1929 va dirigir a Louise Brooks en el gran èxit Miss Europa, pel·lícula rodada inicialment muda i després sonoritzada, amb guió de René Clair i Georg Wilhelm Pabst. Durant els anys vint va treballar també per als estudis alemanys, començant una relació artística i sentimental amb l'actriu Carmen Boni, a qui va dirigir en nombroses pel·lícules, entre les quals es troben La storia di una piccola parigina, Scampolo i Carnevale d'amore, les tres filmades en 1928.
Després de gairebé una dècada passada a l'estranger, Genina va tornar definitivament a Itàlia al final dels anys trenta. En 1936 va dirigir en el desert libi la pel·lícula bèl·lica Lo squadrone bianco, que va guanyar la Coppa Mussolini a la millor pel·lícula italiana en la 4a Mostra Internacional de Cinema de Venècia. Genina es va convertir en un dels principals directors cinematogràfics del feixisme, realitzant en 1939 L'assedio dell'Alcazar, una altra pel·lícula de propaganda bèl·lica de propaganda que il·lustra un episodi de la Guerra Civil Espanyola, i en 1942 amb Bengasi, pel·lícula sobre l'atac anglès als italians de l'esmentada ciutat líbia durant la Segona Guerra Mundial.
En la postguerra va intentar acostar-se al neorealisme amb Cielo sulla palude (1949), obra biografica sobre Maria Goretti. En 1950 va dirigir L'edera, extret de la novel·la homònima de Gràcia Deledda. En Tre storie proibite (1953) va reprendre la història del col·lapse d'una escala en la qual s'amuntegava un gran nombre de noies joves noies que havien acudit a la recerca d'un lloc de mecanògrafa, que ja havia estat el tema de la pel·lícula de Giuseppe de Santis Roma ore 11. En 1953 va dirigir també la pel·lícula Maddalena, ambientada a la regió de Samni, en les característiques localitats de Guardia Sanframondi i de Cerreto Sannita, protagonitzada per Gino Cervi i la bellíssima Marta Toren, actriu sueca precoçment desapareguda. La seva última pel·lícula va ser del 1955, Frou Frou.
Després d'aquest últim títol es va retirar a causa d'una endocarditis que patia des de molt de temps enrere, i va morir en el 1957. Després de la seva separació de Carmen Boni, que va tenir lloc en els inicis de l'època sonora, va estar casat amb l'actriu americana Betty Becker.

## Filmografia parcial
- Beatrice d'Este (1912)
- Catena spezzata (1913)
- La moglie di sua eccellenza (1913)
- I misteri del castello di Monroe (1914)
- Il piccolo cerinaio (1914)
- La parola che uccide (1914)
- La fuga degli amanti (1914)
- Dopo il veglione (1914)
- L'anello di Siva (1914)
- Il grido dell'innocenza (1914)
- Lulù (1914)
- La gelosia (1915)
- La farfalla dalle ali d'oro (1915)
- Mezzanotte (1915)
- Doppia ferita (1915)
- Cento H.P. (1915)
- L'ultimo travestimento (1916)
- Il sopravvissuto (1916)
- Il sogno di un giorno (1916)
- Il dramma della corona (1916)
- La conquista dei diamanti (1916)
- La signorina Ciclone (1916)
- Il siluramento dell'Oceania (1917)
- Maschiaccio (1917)
- Lucciola (1917)
- Il trono e la seggiola (1918)
- L'onestà del peccato (1918)
- Kalidaa - la storia di una mummia (1918)
- L'emigrata (1918)
- Addio giovinezza! (1918)
- Femmina - Femina (1918)
- Il principe dell'impossibile (1919)
- Lucrezia Borgia (1919)
- La donna e il cadavere (1919)
- La maschera e il volto (1919)
- Bel ami (1919)
- Le avventure di Bijou (1919)
- Debito d'odio (1920)
- Lo scaldino (1920)
- I diabolici (1920)
- I due crocifissi (1920)
- I tre sentimentali (1920)
- La ruota del vizio (1920)
- Moglie, marito e... (1920)
- La douloureuse (1920)
- Il castello della malinconia (1920)
- L'avventura di Dio (1920)
- L'incatenata (1921)
- La crisi (1921)
- Un punto nero (1922)
- La peccatrice senza peccato (1922)
- Una donna passò (1922)
- Cirano di Bergerac (1922)
- Germaine (1923)
- Il corsaro (1924)
- La moglie bella (1924)
- Il focolare spento (1925)
- L'ultimo Lord (1926)
- Addio giovinezza! (1927)
- Lo schiavo bianco (1927)
- Scampolo (Das Mädchen Der Strasse) (1928)
- La storia di una piccola parigina (Sprung ins Glück) (1928)
- Carnevale d'amore (Lieberskarneval) (1928)
- Un dramma a sedici anni (1929)
- La congiura delle beffe (1929)
- Quartier latin (1929)
- Miss Europa - Prix de beauté (1930)
- Paris-Beguin (1931)
- La femme en homme (1931)
- Gli amanti di mezzanotte (1931)
- Non siamo più ragazzi (Nous ne sommes plus des enfants), (1934)
- Non ti scordar di me (1935)
- La gondola delle chimere (1936)
- Lo squadrone bianco (1936)
- Fiori di Nizza (1936)
- Amore e dolore di donna (Frauenliebe - Frauenleid) (1937)
- Castelli in aria (1939)
- Napoli terra d'amore (1939)
- L'assedio dell'Alcazar (1939)
- Bengasi (1942)
- Cielo sulla palude (1949)
- L'edera (1950)
- Tre storie proibite (1953)
- Maddalena (1953)
- Frou-Frou (1955)